# Canal 5
Canal 5 ist ein frei empfangbarer mexikanischer Fernsehsender. Der Fernsehsender gehört zur Televisa Gruppe und startete am 10. Mai 1952.
Das Programm von Canal 5 richtet sich an ein eher jüngeres Publikum. Es umfasst Cartoons, ausländische, meist US-amerikanische Serien und Filme sowie eine ausgewählte Anzahl von Sportveranstaltungen wie NFL-Spiele, Boxen, Fußballweltmeisterschaften und Olympische Spiele.